# Estació de Girona
|  | Per a altres significats, vegeu «Estació de Girona (desambiguació)». |

Girona és una estació de ferrocarril propietat d'Adif situada a la població de Girona, a la comarca del Gironès. L'estació se separa en 2 àrees, l'estació en viaducte de la línia Barcelona-Girona-Portbou i hi tenen parada trens de la línia R11 dels serveis regionals de Rodalies de Catalunya i de la línia de rodalia RG1 (tots ells operats per Renfe Operadora), i l'estació soterrada de la línia d'alta velocitat amb serveis de llarga distància.
L'any 2016, les línies R11 i RG1 van registrar l'entrada de 1.118.000 passatgers. L'alta velocitat va registrar 1.045.100 entrades i sortides.

## Història
L'estació de Girona es va inaugurar l'any 1862, quan el tren va arribar des de Maçanet, tram construït per la Companyia dels Ferrocarrils de Tarragona a Barcelona i França (TBF). L'estació actual es troba elevada en un viaducte que es va construir en el pas de la línia per Girona i es va posar en servei l'any 1973. El 8 de gener del 2013 es va inaugurar l'estació soterrada, per on passa la línia d'alta velocitat, just a sota d'on es troba el viaducte. L'edifici és un exemple d'edificis que van reemplaçar els originals per construccions més funcionals que les antigues estacions.

### L'estació actual

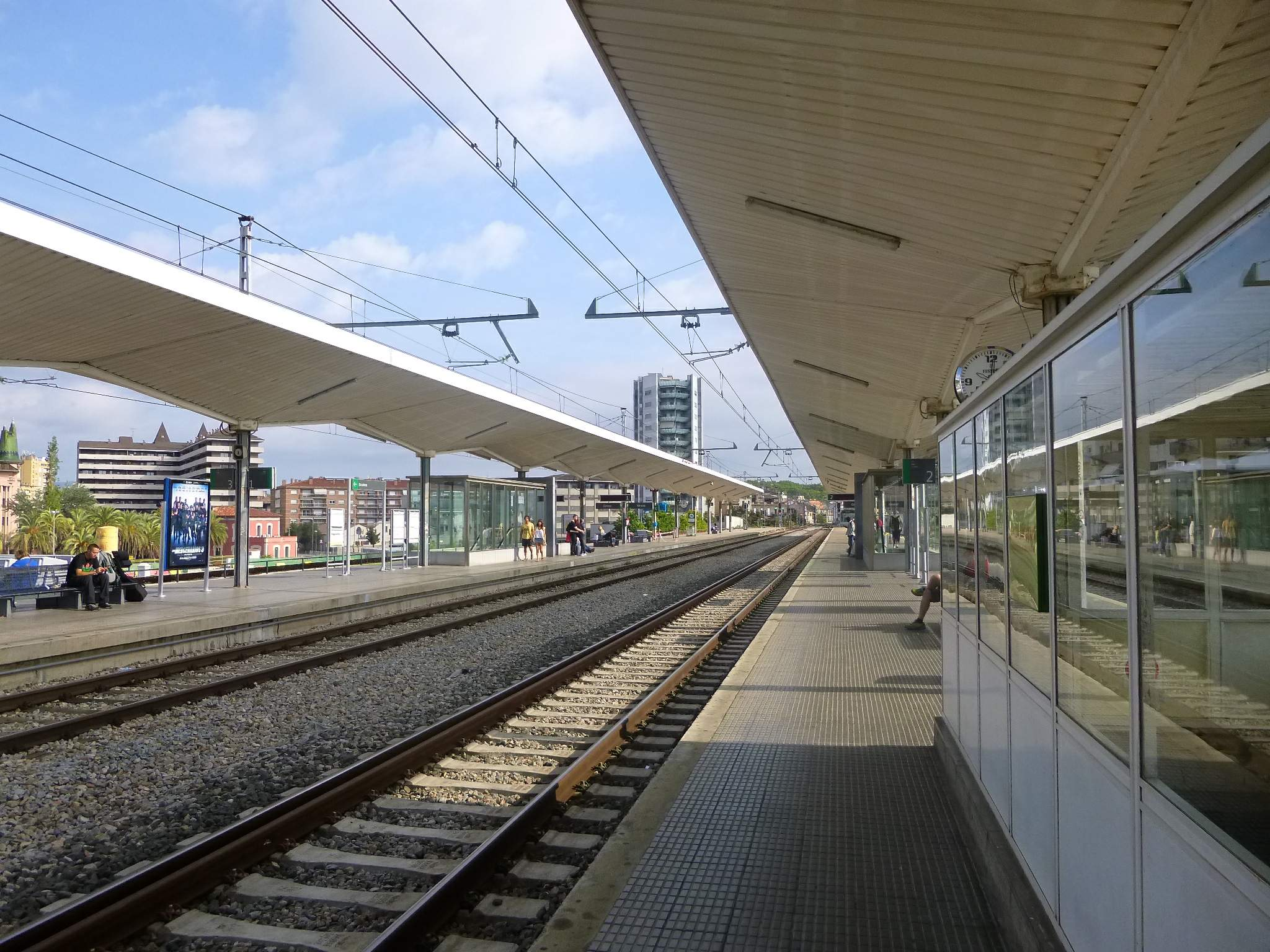
Estació exterior per serveis de rodalia i regionals

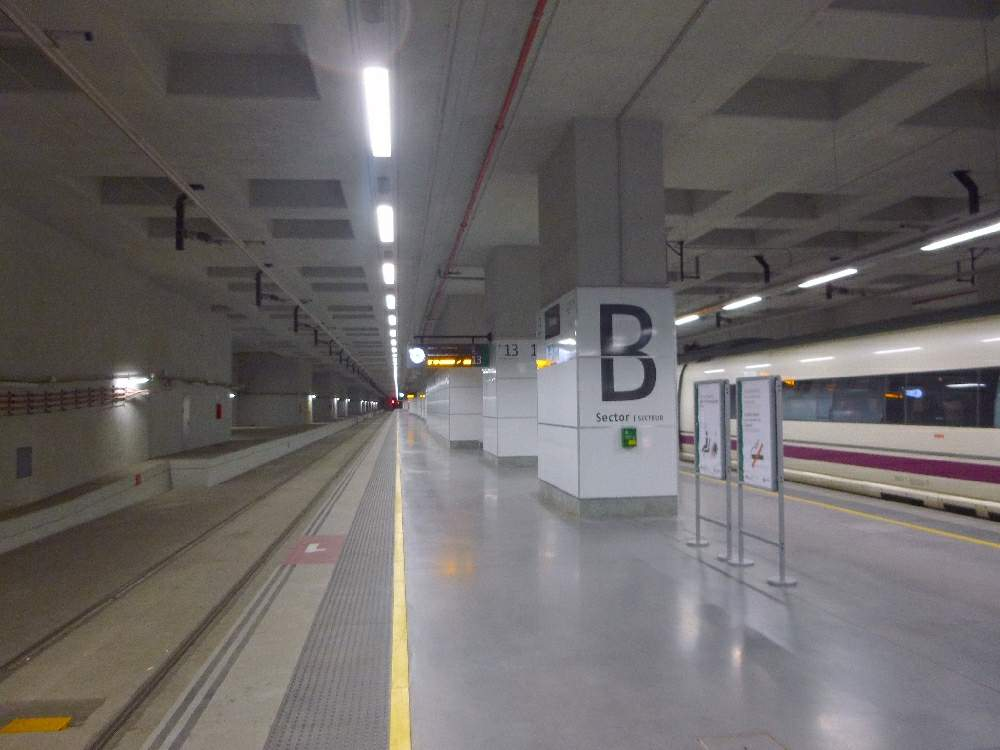
Estació subterrània per serveis d'alta velocitat

L'estació actual gironina disposa d'un ampli edifici de viatgers situat sota les vies, en el qual hi ha diversos serveis a més d'establiments comercials. Disposa de diversos accessos, ja que l'estació d'autobusos està situada tot just al costat Est (abans de la construcció de l'estació soterrada d'alta velocitat, era al cantó Oest). Els trens circulen per un nivell superior, al qual s'hi accedeix mitjançant escales, escales mecàniques i ascensors. Aquest nivell disposa d'un total de cinc vies, les dues generals, una desviades d'apartador i una via en desús. La via del mig té doble ample, i la via quarta és d'ample internacional. Hi ha un total de tres andanes, parcialment cobertes per marquesines, i també un edifici a la dreta de les vies dedicat a circulació i diversos serveis vinculats al ferrocarril. Girona també disposa d'estació de mercaderies, situada situada a uns 3 km al sud de l'estació de viatgers, que s'havia previst desmantellar quan arribés la línia d'alta velocitat a la ciutat, però que continua en actiu. L'estació soterrada es troba uns metres a l'Oest de la convencional. Fins al 22/9/2017 s'hi accedia per un "finger" des de l'estació convencional. Actualment s'hi accedeix des de fora del carrer.
L'estació d'alta velocitat, totalment soterrada excepte el vestíbul d'entrada, té quatre vies, i es troba al nivell -4, ja que n'hi ha tres anteriors que en el futur estaran destinats a aparcament i a l'Estació Central d'Autobusos. La línia segueix cap al Sud en forma de túnel, que emergeix a l'Estació de Mercaderies, mentre que segueix cap al Nord via túnel, que surt a Sarrià de Ter.

## Serveis Ferroviaris
L'estació gironina té serveis regionals que la uneixen amb Barcelona, Figueres i Portbou. Té també serveis de rodalia amb Blanes i Mataró. De tots els serveis diaris només un té com a origen o destinació Girona.
| Procedència/Destinació                     | <                                         | Línia | >                 | Procedència/Destinació                          |
| ------------------------------------------ | ----------------------------------------- | ----- | ----------------- | ----------------------------------------------- |
| Rodalia de Girona                          |                                           |       |                   |                                                 |
| L'Hospitalet de Llobregat                  | Fornells de la Selva                      |       | Celrà             | Figueres Portbou                                |
| Serveis regionals de Rodalies de Catalunya |                                           |       |                   |                                                 |
| Barcelona-Sants                            | Fornells de la Selva Caldes de Malavella¹ |       | Celrà Flaçà²      | terminal Figueres Portbou Cervera de la Marenda |
| Barcelona-Sants                            | Barcelona-Sants                           | Avant | Figueres-Vilafant | Figueres-Vilafant                               |

1. Els Catalunya Exprés no efectuen parada ni a Fornells de la Selva ni a Riudellots sent la següent o anterior Caldes de Malavella
2. Els Catalunya Exprés no efectuen parada ni a Celrà ni a Bordils-Juià sent la següent o anterior Flaçà

### Llarga Distància
A l'estació gironina hi fan parada trens diversos trens de llarga distància TGV, AVE i Euromed que la uneixen amb altres poblacions del Mediterrani, de València a Marsella, a més de connexions amb Lió, París i Madrid.
| Tipus de tren   | <<                      | >>                      | Parades intermèdies | Característiques |
| --------------- | ----------------------- | ----------------------- | --- | ---------------- |
| Línies de Renfe |                         |                         | |                  |
|                 | Barcelona-Sants         | París- Gare de Lyon     | Figueres-Vilafant · Perpinyà · Narbona · Béziers · Montpeller-Sud de France · Nimes-Pont du Gard · Valence TGV                                | 2 trens diaris   |
| AVE             | Barcelona-Sants         | Lió Part-Dieu           | Figueres-Vilafant · Perpinyà · Narbona · Montpeller-Saint Roch · Nimes Centre · Valence TGV                                                   | 1 tren diari     |
| AVE             | Madrid-Puerta de Atocha | Marsella                | Barcelona-Sants · Figueres-Vilafant · Perpinyà · Narbona · Béziers · Montpeller-Saint Roch · Nimes Centre · Avignon TGV · Aix-en-Provence TGV | 1 tren diari     |
| AVE             | Figueres-Vilafant       | Madrid-Puerta de Atocha | Barcelona-Sants · Camp de Tarragona · Lleida Pirineus · Saragossa-Delicias · Calataiud · Guadalajara-Yebes                                    |                  |
| Euromed         | Figueres-Vilafant       | Alacant - Terminal      | Girona · Barcelona-Sants · Camp de Tarragona · Castelló de la Plana · València-Joaquim Sorolla                                                | 3 trens diaris   |

Entre el 2013 i el 2020 hi circulà 1 servei diari entre Barcelona i Tolosa de Llenguadoc. Entre el 2013 i el 2017 fou un servei AVE i d'ençà fins al 2020 fou un tren TGV.
Abans de 2015, a més de regionals, també hi feien parada trens de Llarg Recorregut que circulaven per l'estació com Talgo, Trenhotel, o l'Estrella Costa Brava. Aquests darrers han estat substituïts per trens d'alta velocitat que circulen per l'estació soterrada, o bé per connexions amb trens que surten de Barcelona-Sants. També hi havien circulat i parat el Talgo Mare Nostrum que avava a Perpinyà i Montpeller, el Tren Hotel a Zürich i Milà, i el Trenhotel a París, entre d'altres.